# Eliza Schneider
Elizabeth Jane (Eliza) Schneider (3 februari 1978) is een Amerikaans actrice, die vier jaar lang het overgrote deel van de vrouwelijke personages in South Park van de stem voorzag. Daarnaast is zij dialectologe, muzikant, singer-songwriter en toneelschrijfster.

## Biografie
Eliza Schneider en haar twee broers groeiden op in een Ojibweg-indianenreservaat. Haar vader werkte als leraar wiskunde en drama op de School of Arts High School in Rochester (New York), alwaar zij afstudeerde als een van de beste alumni van haar jaar. Ze volgde een studie theater aan de Northwestern University's National High School Institute en studeerde af aan de Universiteit van Californië te Los Angeles met als hoofdvak kunst en cultuur van de wereld. Voor haar proefschrift reisde ze het gehele land door in een oude ambulance om regionale dialecten op te nemen en te bestuderen. Naderhand heeft ze ook de dialecten in andere Engelstalige landen geanalyseerd.

## Werk
Nadat stemactrice Mary Kay Bergman zich in 1999 van het leven had beroofd, werden Eliza Schneider en Mona Marshall aangenomen om haar functie als belangrijkste stemactrice van South Park over te nemen. Schneider nam het merendeel van haar personages over. Het heeft haar zes maanden gekost om zich alle stemmen volledig eigen te maken. Ze vertolkte haar rollen tot eind 2003, toen ze de show verliet naar aanleiding van onenigheid over haar contract, en haar personages werden overgenomen door April Stewart, die de stemmen tot op de dag van vandaag inspreekt.
Verder leent Eliza Schneider haar stem aan personages uit videospellen en films, bijvoorbeeld Elizabeth Swann uit games als Kingdom Hearts II, At World's End, The Legend of Jack Sparrow en Pirates of the Caribbean Online.
Daarnaast schrijft ze voorstellingen met spel en muziek die ze zelf opvoert.

### Rollen als stemactrice (selectie)
- Dragon Age: Origins (computerspel) – onder meer Iona, Mardy, Nigella
- Epic Mickey (computerspel) – overige personages
- Epic Mickey 2: The Power of Two (computerspel) – overige personages
- Finding Nemo (computergeanimeerde film) – secundaire rollen
- Johnny Bravo (animatieserie) – gastrol
- King of the Hill (animatieserie) – gastrol
- Popzilla (animatieserie) – onder meer Gisele Bündchen, Michelle Obama, Britney Spears, Beyoncé en Heidi Klum
- Ratchet & Clank Future: A Crack in Time (computerspel) – een van de Valkyries
- South Park (animatieserie) – Wendy Testaburger, Sharon Marsh, Shelley Marsh, Liane Cartman, Carol McCormick, Ms. Crabtree, schoolhoofd Victoria, de burgemeester en bijrollen

- Library of Congress Control Number: no2007055009
- Virtual International Authority File: 73631975
- WorldCat: E39PBJh4vdJPhMHwbRmq3JKDbd